# Christopher Szczurek
Pour les articles homonymes, voir Szczurek.
Christopher Szczurek, né le 11 juin 1985, est un homme politique français. Membre du Rassemblement national (RN), il est sénateur du Pas-de-Calais depuis 2023.

## Biographie
Christopher Szczurek naît le 11 juin 1985.
Il est le fils d'un ouvrier d'Hénin-Beaumont, descendant de mineurs polonais arrivés en France dans les années 1920. Son père est délégué CGT de Benalu à Hénin, travaillant « au marteau piqueur dans les fours à coke » puis à Recytech à Fouquières-lès-Lens, une filiale de Metaleurop.
Au début des années 2000, Christopher Szczurek est lycéen à Courrières. En 2010, il étudie le droit mais n'obtient pas de diplôme. Il n'exercera aucun métier en dehors de la politique.
En 2002, il manifeste contre Jean-Marie Le Pen, qualifié pour le second tour de l'élection présidentielle. Deux ans plus tard, il soutient la liste de Valérie Létard (UDF) aux élections régionales.
En 2005, il est favorable au « non » au référendum sur le traité établissant une Constitution pour l'Europe. Il adhère au FN en 2007.

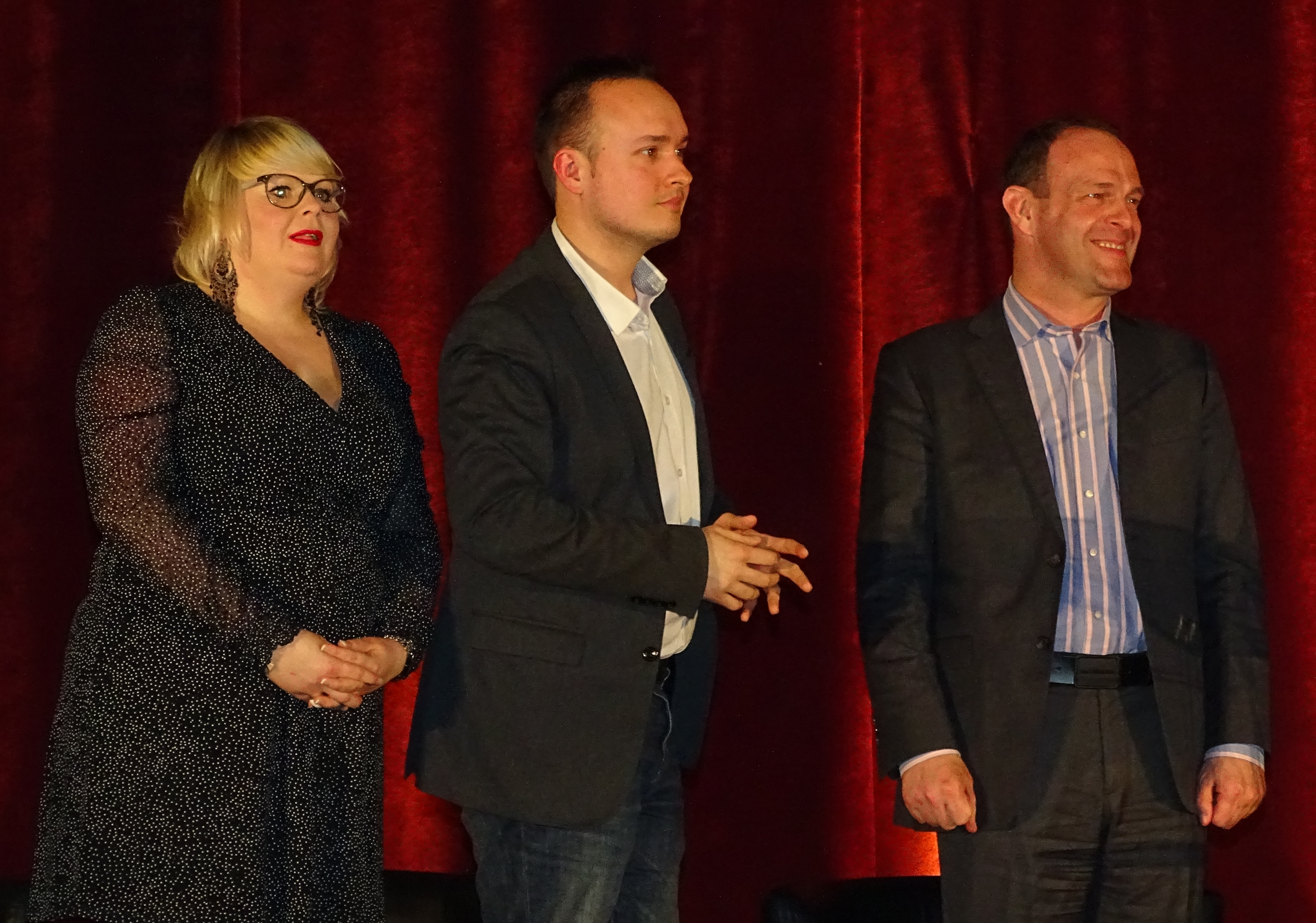
Aurélia Beigneux et Christopher Szczurek le 25 mars 2015, quelques jours avant leur élection, en compagnie de Steeve Briois.

Après son entrée en politique, il travaille d'abord auprès de Steeve Briois au sein du secrétariat général du FN. En 2015, il est élu au conseil départemental du Pas-de-Calais, puis après avoir été adjoint à la culture, il devient premier adjoint au maire, Steeve Briois, après les municipales de 2020. Il est également conseiller régional des Hauts-de-France depuis 2021.
En septembre 2021, en sa qualité de directeur de publication du journal municipal d'Hénin-Beaumont, Christopher Szczurek est condamné à une amende de 1 000 €, dont 500 avec sursis, ainsi qu'à verser 800 euros de dommages et intérêts à un journaliste de La Voix du Nord en raison du non-respect d'un droit de réponse.
Il est brièvement membre de l'équipe de campagne de Marine Le Pen lors de l'élection présidentielle de 2022, dont il démissionne après un mois en raison de désaccords avec des proches de la candidate. Il est exclu du bureau national du RN après l'élection de Jordan Bardella, en novembre 2022, à la présidence du parti.
Le 24 septembre 2023, lors des élections sénatoriales, Christopher Szczurek est élu sénateur du Pas-de-Calais,. Une semaine plus tard, il est élu délégué de la Réunion administrative des sénateurs ne figurant sur la liste d'aucun groupe (RASNAG).